# Cryptochloris wintoni
Cryptochloris wintoni é uma espécie de mamífero da família Chrysochloridae. É endêmica da África do Sul, onde é encontrada apenas na localização-tipo: Port Nolloth, Pequena Namaqualândia, província do Cabo Setentrional.